# Sovětskaja Rossija (nakladatelství)
Sovětskaja Rossija (rusky: Советская Россия; česky: Sovětské Rusko) bylo státní nakladatelství Ruské sovětské federativní socialistické republiky. Vzniklo roku 1957 transformací nakladatelství Goskultprosvětizdat RSFSR (Státní nakladatelství kulturně osvětové literatury Ruské SFSR). Roku 1992 bylo přejmenováno na Ruská kniha (rusky: Русская книга). 
Vydávalo především politickou, vědeckou a krásnou literaturu nejen v ruském jazyce, ale i v jazycích ostatních národností RSFSR.